# Equador del Sol
L'Equador del Sol o Equador solar és aquella latitud en la qual se situa el sol de forma vertical al migdia. A causa de la inclinació de l'òrbita terrestre, l'equador solar varia durant l'any des del Tròpic de Capricorn al desembre fins al Tròpic de Càncer al juny.